# La Gardèla de Lesa
La Gardèla de Lesa (francès Lagardelle-sur-Lèze) és un municipi del departament francès de l'Alta Garona, a la regió d'Occitània.